# Daniel Claudon
Daniel Claudon (* 30. August 1943 in Cornimont) ist ein ehemaliger französischer Biathlet.
Daniel Claudon startete erstmals in Garmisch-Partenkirchen bei einer internationalen Meisterschaft im Rahmen der Biathlon-Weltmeisterschaften 1966. Mit Louis Romand, Gilbert Mercier und Paul Romand belegte er im Staffelrennen den siebten Platz. Zwei Jahre später folgten die Olympischen Winterspiele 1968 in Grenoble, wo Claudon als Startläufer mit Serge Legrand, Aimé Gruet-Masson und Jean-Claude Viry im Staffelrennen Zehnter wurde. Bei den Biathlon-Weltmeisterschaften 1969 in Zakopane belegte Claudon im Einzel den 41. Platz. Seinen größten Erfolg erreichte der Franzose bei den Biathlon-Weltmeisterschaften 1971 in Hämeenlinna, als er im Einzel als Viertplatzierter um knapp eine halbe Minute eine Medaille nur um einen Rang gegen Magnar Solberg verpasste. Ein gutes Ergebnis erreichte er als Zehntplatzierter des Einzels auch bei den Olympischen Winterspielen 1972 in Sapporo, mit René Arpin, Noël Turrell und Aimé Gruet-Masson verpasste er mit dem letzten Rang 13 im Staffelrennen eine weitere gute Platzierung. In Lake Placid startete er bei den Biathlon-Weltmeisterschaften 1973 bei seiner letzten internationalen Meisterschaft und lief auf den 15. Rang im Einzel.